# Frederickus
Frederickus là một chi nhện trong họ Linyphiidae.